# Adriana la Noy
Adriana la Noy was een 17de-eeuwse Nederlandse matroos.

## Levensloop
Adriana la Noy "dient als matroos op 's lands vloot". Ze had in Zeeland als vrijwilliger aangemonsterd op 's Lands vloot tijdens de eerste Engelse Zeeoorlog en naar tevredenheid als matroos dienstgedaan, totdat ze werd ontmaskerd als vrouw in travestie. Haar naam is overgeleverd omdat deze in (1652 of) 1653 voorkomt in de "Notulen der Admiraliteit van de Maze en Amsterdam'. J.C. De Jonge schreef hierover in 1858:

## Citaat
Ook in Zeeland namen onderscheidene personen vrijwillig dienst (...) Ik mag hier als eene bijzonderheid bijvoegen, dat drie vrouwen, waaronder eene van 16 jaren, eenigen tijd, gedurende dezen oorlog, in manskleederen gehuld, op 's Lands vloot dienden, doch ontdekt zijnde, ontslagen werden. Eene derzelve, ANNA JANS, van Texel, diende als marsklimmer. Van eene andere, ADRIANA LA NOY genaamd, werd door den kapitein getuigd: "dat zij op togten en wachten zich had gedragen vroom en eerlijk, zulks als een matroos schuldig was te doen." (Not. der Adm. van de Maze en Amsterdam, 1652 en 1653.)